# Andreas Drugge
Andreas Staffan Drugge, född den 20 januari 1983 i Borås, är en svensk före detta fotbollsspelare.
Han är svärson i familjen Hysén, då han sedan länge är tillsammans med Glenn Hyséns dotter Charlotte.

## Karriär
Drugges moderklubb är Brämhults IK. Han spelade därefter för Mariedals IK, IF Elfsborg, Falkenbergs FF, norska FK Tønsberg, Degerfors IF och Trelleborgs FF.
Inför 2011 års säsong värvades Drugge av IFK Göteborg och skrev på ett treårsavtal. Han blev dock bara kvar i klubben i en säsong, varefter han gick till BK Häcken.
Den 20 februari 2013 stod det klart att Drugge lämnade BK Häcken efter endast en säsong. I stället anslöt han sig till sin tredje Göteborgsklubb – GAIS. Drugge spelade för GAIS i två säsonger, men efter 2014 års säsong fick han inte nytt kontrakt.